# Ås distrikt, Västergötland
Ås distrikt är ett distrikt i Grästorps kommun och Västra Götalands län. 
Distriktet ligger norr om Grästorp. 

## Tidigare administrativ tillhörighet
Distriktet inrättades 2016 och utgörs av socknen Ås i Grästorps kommun
Området motsvarar den omfattning Ås församling hade vid årsskiftet 1999/2000.